# 武当乡
武当乡，是中华人民共和国甘肃省定西市漳县下辖的一个乡镇级行政单位。

## 行政区划
武当乡下辖以下地区：
邹家门村、文家门村、锁占里村、邓家里村、李家河村、远门村、当中岭村、张坪村、张家山村和高家沟村。